# 埃迪尔内省
埃迪尔内省（土耳其語：Edirne İl）是位于土耳其西部、与希腊交界的一个省，面積6,279平方公里，首府埃迪尔内。